# سحر حلال
سحر حلال عنوان یک مثنوی عاشقانه (داستان عشق گل و جم) سروده محمد بن یوسف اهلی شیرازی است. این مثنوی در مقابل دو مثنوی قدرتمند کاتبی نیشابوری سروده شده و در هر بیت آن چهار صنعت ادبی ۱- ذوالبحرین ۲- ذوالقافیتین ۳- تجنیس و ۴- لزوم ما یلزم به کار رفته است.

## آغاز کتاب
امّا بعد چنین گویند غواص دریای سخن سازی اهلی شیرازی: که روزی در خدمت صف نشینان بارگاه حقیقت و بزرگان خرده دان کارگاه طریقت برسم خدمت حاضر بودم که سخن در وصف فارسان میدانی معنی و زور آزمایان کمان دعوی میگذشت از جمله تعریف مولانا کاتبی کردند که دو کمان دعوی از قوت بازوی طبع انگیخته و بر سر میدان سخنوری آویخته یکی مجمع البحرین و یکی نسخه تجنیسات و پهلوانان عرصه سخن با قوت بازوی فکرت و زورآزمایی از آن هر دو کمان فرو مانده‌اند، این پیر فقیر گوشه‌گیر با وجود شکستگی مزاج و دلخستگی کار بی رواج چون طبع فضول داشت غیرت آورده گفت: که از قوت بازوی فهم خود می‌یابم که آن هر دو کمان را در قبضه فکرت آوردم و به یک حمله هر دو را گوش تا گوش چنان بکشم که آواز زه و تحسین از هر گوشه برآید، چون این نکته ادا کردم بعضی از اهل تعصب فنته انگیختند و در دامنم آویختند که این دعوی نیست غیر لاف و گزاف والا اینک کمان واینک مصاف هم در آن وقت متوجه شدم و طرح این نسخه انداختم چنان‌که مجمع البحرین و تجنیسات به یک جای جمع آمدند و با وجود این تکلیف ما لایلزم، ذوقافیتین هم ملازم آن کردم که اگر در مقابل تجنیسات او خوانند بر وزن «فاعلاتن فاعلاتن فاعلن» که رمل مسدس محذوف است جواب آن باشد با زیادتی صنعت ذو بحرین و ذوقافیتین و اگر در مقابل مجمع البحرین او خوانند بر وزن «مفتعلن مفتعلن فاعلن» که بحر سریع مسدس مطوی مکشوف است و بحر رمل مسدس محذوف در تحت اوست جواب آن باشد با زیادتی صنعت تجنیسات و دیگر التزامات که در آن دو نسخه نیست و به همّت شاه اولیا که صاحب قبضه اصحاب فن و سرچشمه ارباب سخن اوست این مقصود بحصول و این مأمول بوصول پیوست. و این نسخه موسوم گشت به سحر حلال و الحمدالله رب العالمین و الصلوة و السلام علی خاتم النبیین و الائمة المعصومین الطیبین الطاهرین و سلم تسلیما کثیرا.

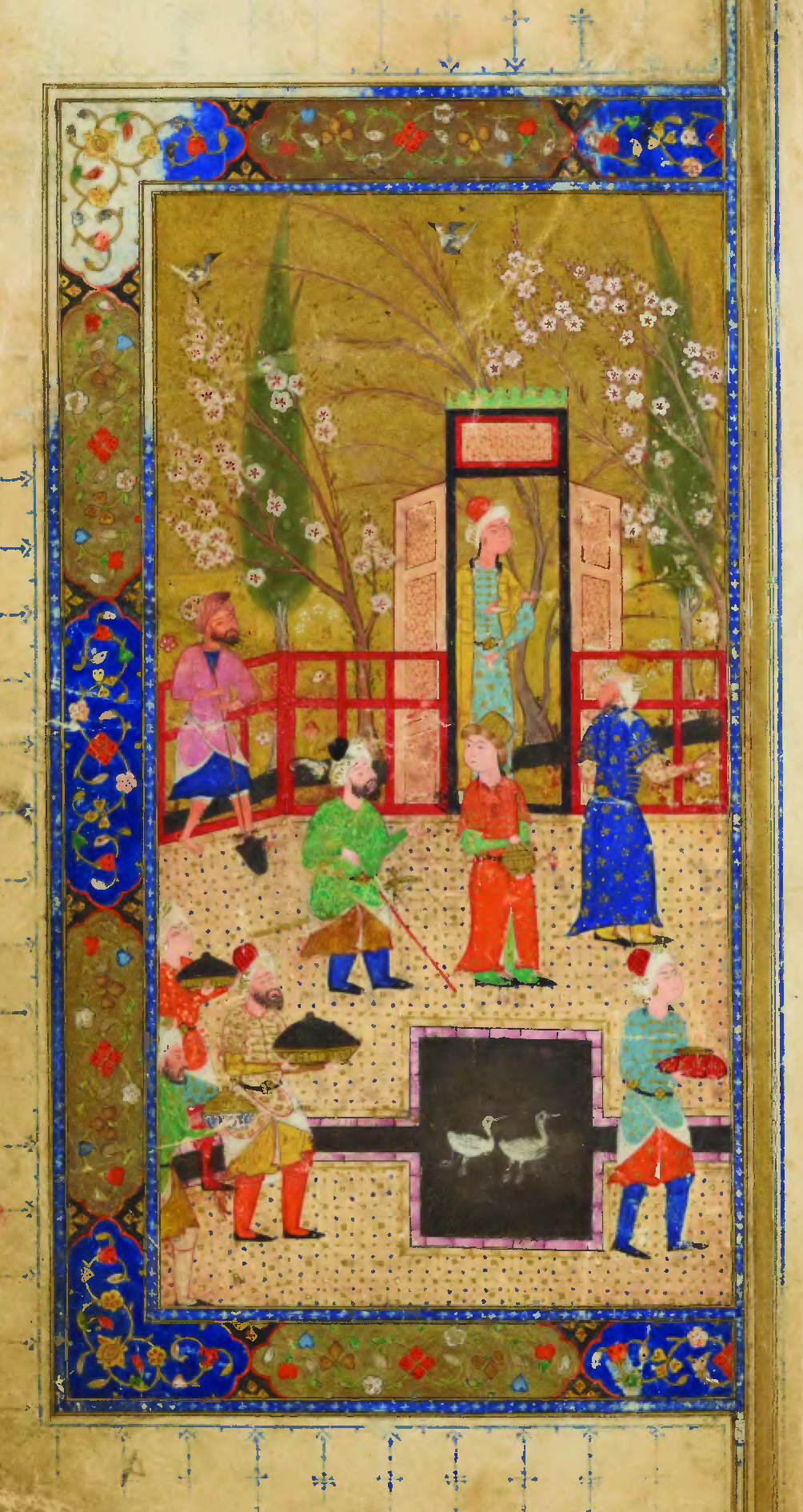
مینیاتور/ نسخه مربوط به سال ۹۵۱ ه‍.ق

## چاپ جدید
مثنوی سحر حلال: داستان عشق گل و جم با مقدمه، حواشی و تصحیح: عسگر بهمن یار و سمیه عموی در سال ۱۴۰۲ توسط انتشارات امید سخن در تهران به چاپ رسید